# London Borough of Ealing
London Borough of Ealing är en kommun (London borough) i västra London med ungefär 370 000 invånare (2022). Den har fått namn efter stadsdelen Ealing.
Inom denna borough ligger stadsdelarna Acton, Hanwell, Northolt, Southall, Greenford och Perivale. 

## Distrikt
Distrikt som helt eller delvis ligger i Ealing:
- Acton
- Bedford Park
- Ealing
- Greenford
- Hanwell
- Northolt
- Norwood
- Perivale
- Southall
- West Ealing
- Yeading